# Кубанівка (Гусєвський район)
Кубанівка (рос. Кубановка) — селище Гусєвського району, Калінінградської області Росії. Входить до складу Кубановського сільського поселення.
Населення —  721 особа (2015 рік). 

## Населення
| 1910 | 1925 | 1933 | 1939 | 1989 | 1998 | 2002 |
| ---- | ---- | ---- | ---- | ---- | ---- | ---- |
| 376  | ↘358 | ↘320 | ↘305 | ↗651 | ↗705 | ↗776 |
| 2010 |      |      |      |      |      |      |
| ↘721 |      |      |      |      |      |      |